# Szibiel

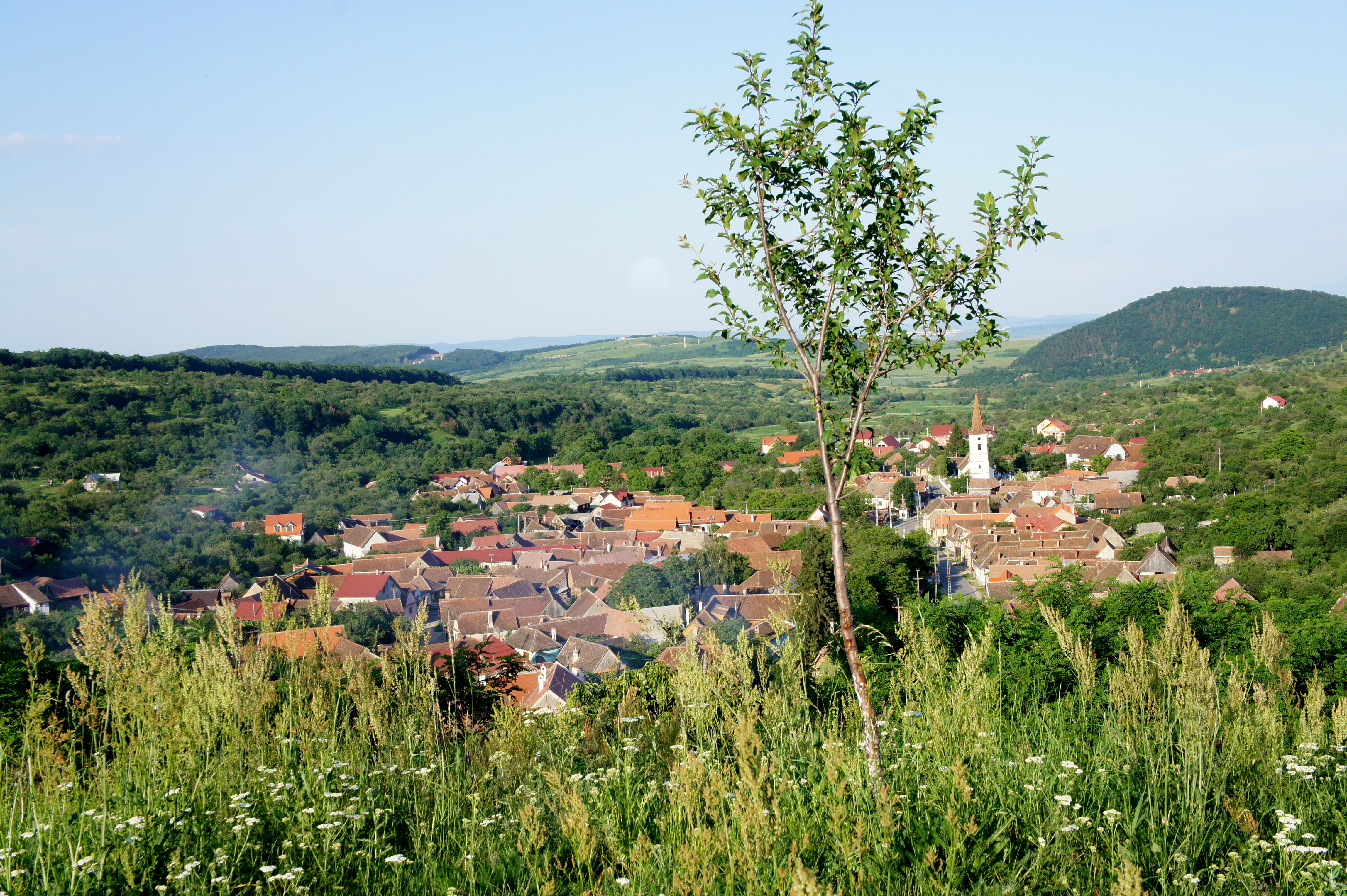
Szibiel

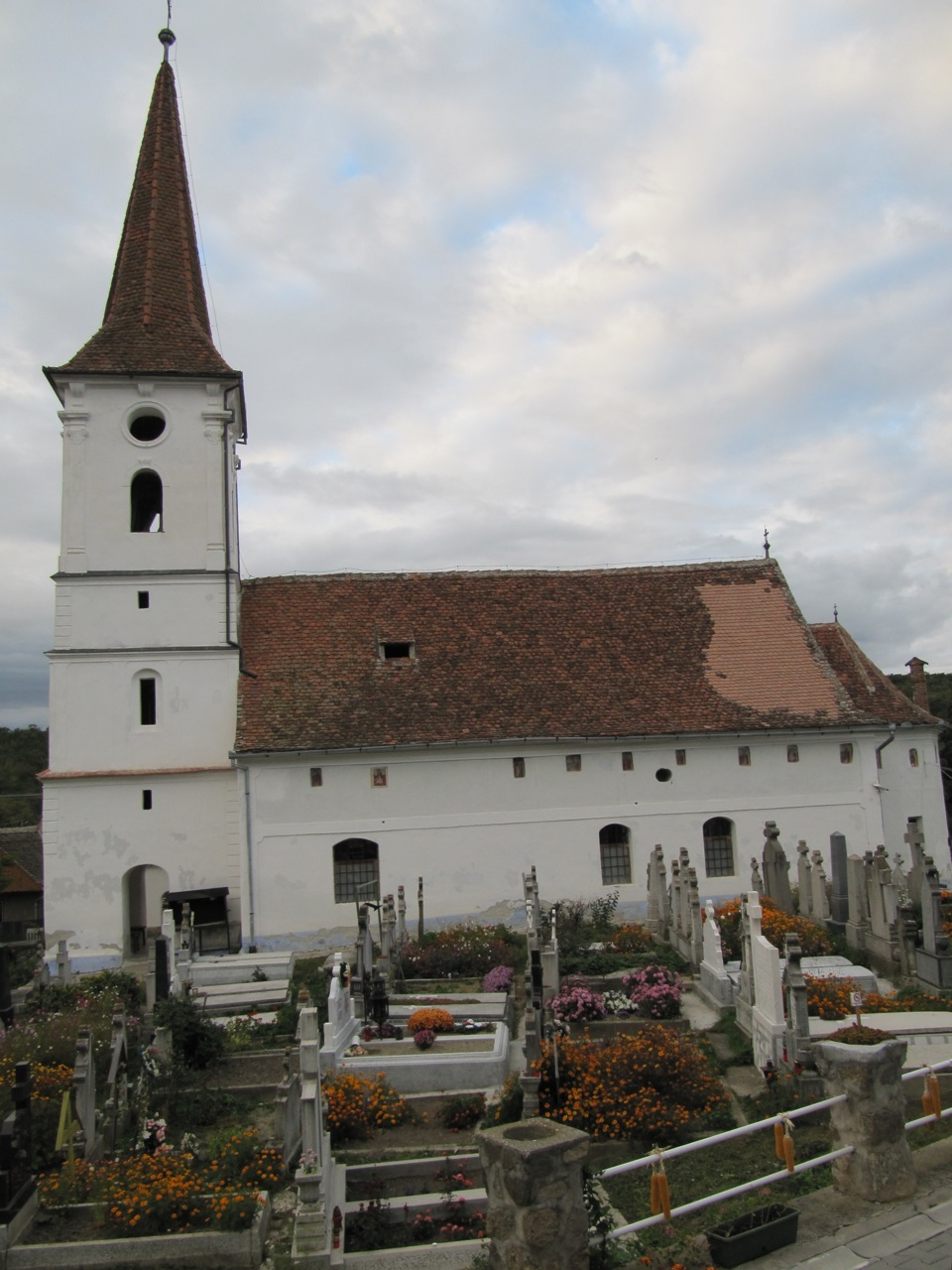
Ortodox templom

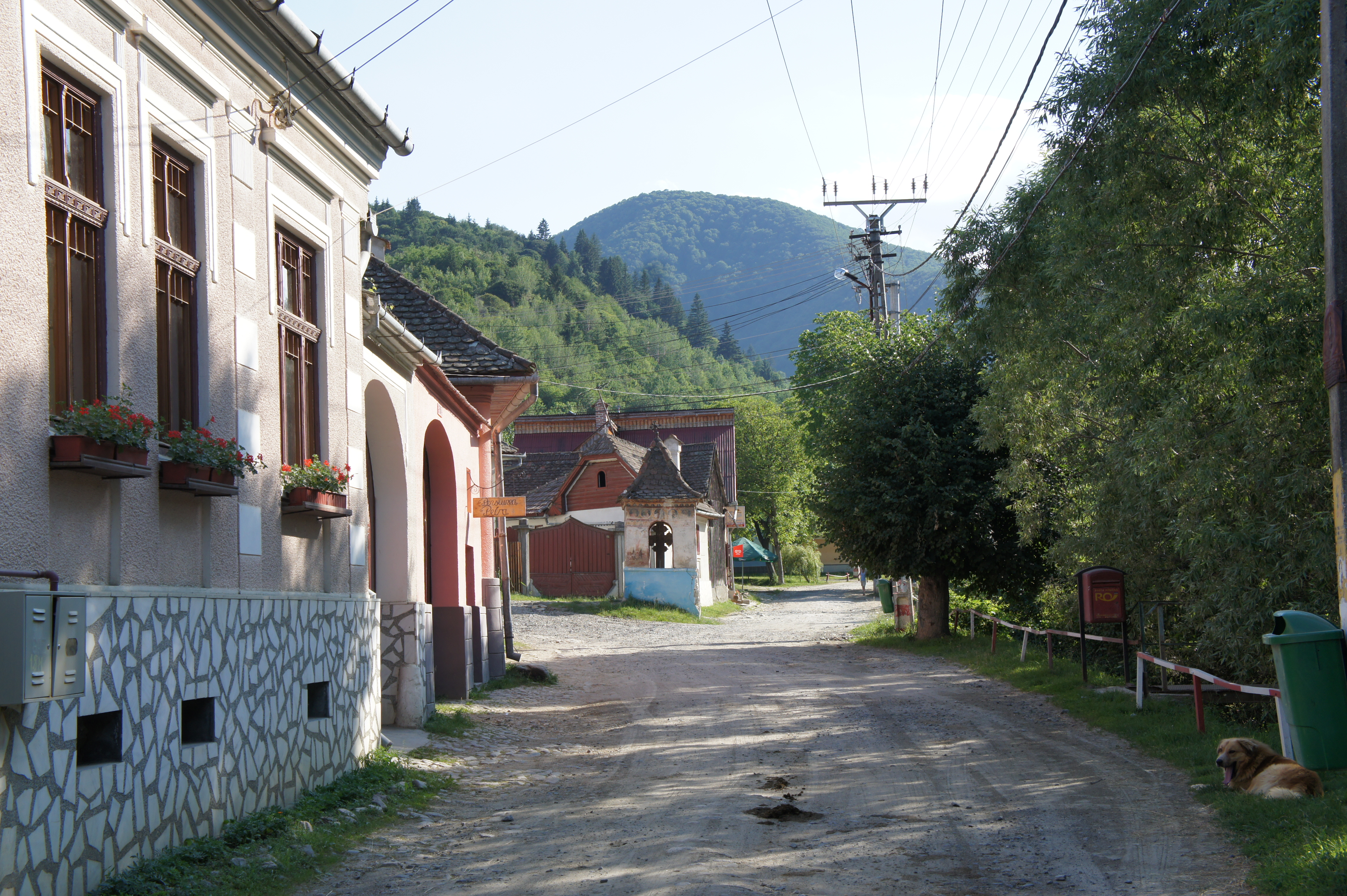

Szibiel, 1913 és 1918 között Bodapataka (románul: Sibiel, németül: Budenbach) falu Romániában, Erdélyben, Szeben megyében.

## Fekvése
Nagyszebentől 18 km-re nyugatra, a Csindrel-hegység lábánál, a Szebeni-Hegyalja néprajzi tájegységben fekszik.

## Nevének eredete
Nevét patakjáról kapta, amely valószínűleg a Szeben folyó korábbi román nevének kicsinyítő képzős alakja. Binder Pál véleménye szerint a fölötte magasodó vár volt az eredeti Szebenvár, melynek nevéből Erdély német neve kialakult. Először 1383-ban, német nevén említették, mint villa Olachalis Budinbach-ot.

## Története
Orlát határára települt román lakossággal. 1366 előtt Salgó várához tartozó román határőrtelepülés volt. A 16. századtól Szelistyeszékhez, 1876-tól Szeben vármegyéhez tartozott.
A 17. században alapított, a falutól öt kilométerre fekvő ortodox kolostort, amelyben iskola és nyomda is működött, a császári csapatok 1786-ban lerombolták, három szerzetesét Kufsteinbe hurcolták. Őket az egyház később szentté avatta.
1750-ben 350 háztartásból állt. Lakói transzhumáló pásztorkodással foglalkoztak és a 19. század legvégén nyájai még mindig Dobrudzsában és a Balkán-hegységben teleltek át. 1941-ben is pásztorkodó település volt: alig 958 hektáros határának 68%-a volt erdő, 22%-a kaszáló. A 19. században a szibieliek a nagyszebeni piacon nyersfaggyúval, az erdélyi falvakban gyertyákkal kereskedtek. Az első világháború után almatermesztésével is elismerést szerzett.

## Népessége
- 1850-ben 1628 lakosából 1585 volt román és 37  cigány nemzetiségű; 1622 ortodox vallású.
- 1900-ban 1005 lakosából 1002 volt román anyanyelvű és 996 ortodox vallású.
- 2002-ben 402 román nemzetiségű lakosából 395 volt ortodox vallású.

## Látnivalók
- A településen található Románia legnagyobb üvegikon-múzeuma. A 2005-ben elhunyt Zosim Oancea atya 1969-ben kezdte gyűjteni darabjait, amelyek közül a múzeum hatszázat mutat be. A kiállítás szemlélteti a sajátos hagyomány korszakait, témáit és stílusait, amelyek a hat üvegikonfestő központtal függenek össze: Füzesmikola, a Maros középső folyásának mente, Fogaras vidéke, a brassói Bolgárszeg, a Sebes völgye és a Mărginimea (Szelistye, Polyán és Vále).
- Az egész falukép műemléki védelem alatt áll. A 31. szám alatt még láthatunk egy 18. századi, a 151. és a 322. szám alatt két 19. századi faházat. Utcáin három 19. századi „troiță” (kis, tornyos épületben felállított kereszt) áll (a legrégibb 1803-ból).
- Ortodox temploma 1765 és 1776 között épült. A két resinári népi mester, Stan és Iacob által készített falfestményeit öt rétegnyi mész és korom alól tárták föl.
- A falutól délnyugatra, a Vârful Zidului 1098 m-es csúcsán állnak Salgó várának romjai. A 13. század második felében épült, utoljára 1324-ben említették. A 65×32 méteres területet elfoglaló várrom közepén állt a 10,5 m átmérőjű torony. A kerítőfal az északi oldalon még 3–4 méteres magasságban megmaradt. Kívülről 6–7 méter széles vizesárok védte.

## Híres emberek
- Itt született 1894-ben Andrei Oțetea történész.
- Itt született 1909-ben Nicolae Petra költő.